# Ben Geurens
Pour l’article homonyme, voir Geurens.
Ben Geurens est un acteur australien né le 24 décembre 1979 à Melbourne. Il est connu pour ses rôles de Gideon Blackburn dans la série Reign : Le Destin d'une reine et de Toby Mangel dans le soap opera Les Voisins.

## Filmographie
- 1990-1993 : Les Voisins (Neighbours) - 193 épisodes : Toby Mangel
- 1993 : The Man From Snowy River
- 1993 : Body Melt
- 1994 : Blue Heelers
- 2006-2007 : Home and Away
- 2007 : Entertaining Mr Sloane
- 2008 : McLeod's Daughters
- 2009 : The Jesters - 16 épisodes : Steve Morris
- 2009 : All Saints
- 2009 : Packed to the Rafters
- 2015-2017 : Reign : Le Destin d'une reine - 26 épisodes : Gideon Blackburn  (depuis la saison 3)
- 2018-2022: Legacies : Le Nécromancien/Ted (invité saison 1, récurrent saisons 2 à 4)